# ノード4

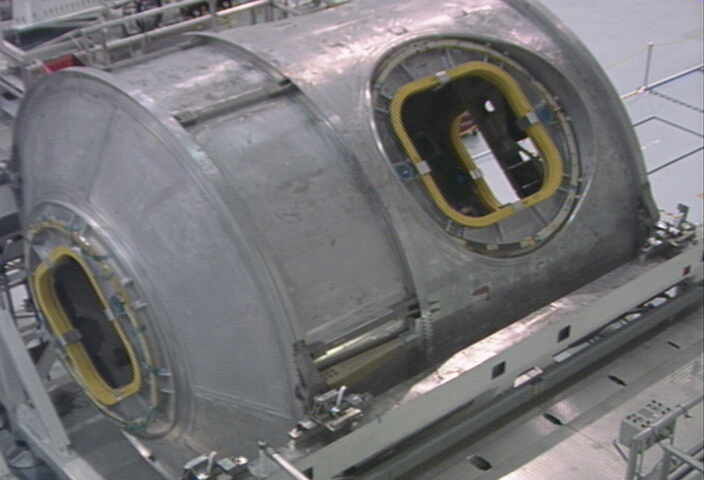
宇宙ステーション加工施設にあるノードSTA

ノード4（英語: Node 4）は、国際宇宙ステーション(ISS)に追加が提案されているモジュール。ドッキングハブシステム(DHS)としても知られる。NASAは2013年の末に打ち上げることができるように40ヶ月での設計開発を検討している。
ノード4は、もともとISSのノードの構造試験モデル(STA)として製造され、試験終了後にノード1となる予定であった。しかし、製造中に構造に設計上の問題点が見つかり、製造中だったノード2がノード1に名称変更され、STAはケネディ宇宙センターに保管されたままになっていた。その後、ISSのノード4としてハーモニーモジュールの前部にドッキングするコンセプトが提案された。スペースシャトル計画が終了したため、ノード4の製造と打ち上げの決定は不透明になっていたが、NASAによるとアトラスVやデルタIVロケット等のEELVで打ち上げられるように設計変更が行われ準備が行われている。
2011年12月、ボーイングはノード4を探査ゲートウェイプラットフォームという新しい宇宙ステーションの中核部として使うことを提案した。ISSで建設した後、スペースタグを使って地球と月のラグランジュ点に移動するコンセプトである。このプラットフォームの目的は、スペース・ローンチ・システム(SLS)の最初の2回目の打上げ後に試みられるであろう再使用型月面着陸機による月面着陸ミッションを支援することであった。また月ミッション用に計画されていたL1点に設置される推進薬貯蔵庫の必要性も満足させることができる。探査ゲートウェイプラットフォームの他のモジュールにはエアロック、国際モジュール、多目的補給モジュールを基礎にした可住モジュールなどが検討されている。